# Sarah Pelikan
Sarah Pelikan (* 1947 in Immenstadt im Allgäu) ist eine Künstlerin.

## Leben
Sarah Pelikan wurde 1947 in Immenstadt im Allgäu geboren. Nach einer Lehre als Glas- und Porzellanmalerin und dem Besuch der Staatlichen Fachschule in Kaufbeuren-Neugablonz von 1964 bis 1967 studierte sie von 1968 bis 1974 an der Akademie der Bildenden Künste in München. Seit 1995 lebt sie in Wuppertal.
Sie war verheiratet mit Tönis Käo (1940–2016), einem Professor für Industriedesign.

## Arbeitsstil
Sarah Pelikan malt mit Acrylfarben und arbeitet seit den 1980er-Jahren viel mit Resopal. Bei ihrer Arbeit entstehen intensivfarbige Farbplattenräume oder -bilder, wobei Form und Größe der Farbflächen in gleicher Weise Gestaltungselemente sind. 

## Auszeichnungen und Kunstpreise
- Schwabinger Kunstpreis (1989)
- Arbeitsstipendium der Stiftung Kunstfonds Bonn (1991)
- Förderpreis für Bildende Kunst der Landeshauptstadt München (1992)

## Ausstellungen (Auswahl)
Sie stellte unter anderem in München (diverse Galerien, Lenbachhaus), in Schloss Pillnitz bei Dresden, in Düsseldorf, Wuppertal, Remscheid, Berlin und Frankfurt a. M. aus.
- Einzelausstellung in der Kunsthalle Lingen (Ems) (2012)[2]